# Obal (řeka)
Obal (bělorusky Обаль, rusky Оболь) je řeka ve Vitebské oblasti v Bělorusku. Je 148 km dlouhá. Povodí má rozlohu 2690 km².

## Průběh toku
Odtéká z jezera Jezerišče o rozloze 16,6 km². Teče bažinatou nížinou. Ústí zprava do Západní Dviny.

## Vodní režim
Zdrojem vody jsou především sněhové srážky. Průměrný průtok vody ve vzdálenosti 23 km od ústí činí 21,9 m³/s. Zamrzá na konci listopadu a rozmrzá ve druhé polovině března až v dubnu.